# Barrett (muziekalbum)
Barrett is het tweede en laatste studioalbum met nieuw materiaal dat is uitgebracht door voormalig Pink Floyd-frontman Syd Barrett. Het opnemen begon op 26 februari 1970 in de Abbey Road Studios en duurde 15 sessies tot 21 juli.
Barrett werd in november 1970 uitgebracht op Harvest in het Verenigd Koninkrijk, maar was geen succes. Het werd in 1974 opnieuw uitgebracht als onderdeel van Syd Barrett, de eerste Amerikaanse LP-uitgave. Er zijn geen singles van het album uitgebracht. Het werd opnieuw gemaakt en opnieuw uitgebracht in 1993, samen met Barretts andere albums - The Madcap Laughs (1970) en Opel (1988), onafhankelijk en als onderdeel van de Crazy Diamond-boxset. In 2010 werd een nieuwe remake uitgebracht.